# Snowboard na Zimowej Uniwersjadzie 2013
Snowboard na Zimowej Uniwersjadzie 2013 odbył się w dniach 11 – 21 grudnia 2013. Zawodnicy rywalizowali w ośmiu konkurencjach - czterech męskich i czterech żeńskich.
W konkurencji snowboardcross wśród kobiet triumfowała Czeszka Eva Samková, a wśród mężczyzn Austriak Hanno Douschan.

## Zestawienie medalistów

### Kobiety
| Data            | Godzina     | Konkurencja                                | Złoto           | Srebro            | Brąz            |
| --------------- | ----------- | ------------------------------------------ | --------------- | ----------------- | --------------- |
| 12 grudnia 2013 | 10:30 UTC+1 | Snowboardcross (SBX) (szczegóły)           | Eva Samková     | Kateřina Chourová | Zuzanna Smykała |
| 17 grudnia 2013 | 11:00 UTC+1 | Halfpipe (HP) (szczegóły)                  | Li Shuang       | Sun Zhifeng       | Xu Xiujuan      |
| 19 grudnia 2013 | 13:30 UTC+1 | Slalom gigant równoległy (PGS) (szczegóły) | Julia Dujmovits | Sabine Schöffmann | Selina Jörg     |
| 21 grudnia 2013 | 11:30 UTC+1 | Slopestyle (SBS) (szczegóły)               | Natalie Good    | Carla Somaini     | Caroline Höckel |

### Mężczyźni
| Data            | Godzina     | Konkurencja                                | Złoto               | Srebro         | Brąz          |
| --------------- | ----------- | ------------------------------------------ | ------------------- | -------------- | ------------- |
| 12 grudnia 2013 | 10:30 UTC+1 | Snowboardcross (SBX) (szczegóły)           | Hanno Douschan      | Nikołaj Olunin | Leo Trespeuch |
| 17 grudnia 2013 | 11:00 UTC+1 | Halfpipe (HP) (szczegóły)                  | Rubén Verges        | Hu Yi          | Rafael Imhof  |
| 19 grudnia 2013 | 13:30 UTC+1 | Slalom gigant równoległy (PGS) (szczegóły) | Sebastian Kislinger | Aaron March    | Tim Mastnak   |
| 21 grudnia 2013 | 11:30 UTC+1 | Slopestyle (SBS) (szczegóły)               | Philippe Hänni      | Billy Wandling | Rafael Imhof  |

## Klasyfikacja medalowa
| Miejsce | Państwo           | złoto | srebro | brąz | Razem |
| ------- | ----------------- | ----- | ------ | ---- | ----- |
| 1.      | Austria           | 3     | 1      | 0    | 4     |
| 2.      | Chiny             | 1     | 2      | 1    | 4     |
| 3.      | Szwajcaria        | 1     | 1      | 3    | 5     |
| 4.      | Czechy            | 1     | 1      | 0    | 2     |
| 5.      | Hiszpania         | 1     | 0      | 0    | 1     |
| 5.      | Nowa Zelandia     | 1     | 0      | 0    | 1     |
| 7.      | Rosja             | 0     | 1      | 0    | 1     |
| 7.      | Stany Zjednoczone | 0     | 1      | 0    | 1     |
| 7.      | Włochy            | 0     | 1      | 0    | 1     |
| 10.     | Francja           | 0     | 0      | 1    | 1     |
| 10.     | Niemcy            | 0     | 0      | 1    | 1     |
| 10.     | Polska            | 0     | 0      | 1    | 1     |
| 10.     | Słowenia          | 0     | 0      | 1    | 1     |

## Wyniki

### Kobiety

#### Snowboardcross
| Miejsce | Zawodniczka         | Reprezentacja | Czas |
| ------- | ------------------- | ------------- | ---- |
| złoto   | Eva Samková         | Czechy        |      |
| srebro  | Kateřina Chourová   | Czechy        |      |
| brąz    | Zuzanna Smykała     | Polska        |      |
| 4.      | Anastasija Asanowa  | Rosja         |      |
| 5.      | Karen Iwadare       | Japonia       |      |
| 6.      | Giulia Manfrini     | Włochy        |      |
| 7.      | Hannah Orchard      | Nowa Zelandia |      |
| 8.      | Danielle Hildebrand | Kanada        |      |
| 9.      | Irina Kowalowa      | Rosja         |      |
| 10.     | Marija Wasilcowa    | Rosja         |      |

#### Slalom gigant równoległy
| Miejsce | Zawodniczka        | Reprezentacja | Czas |
| ------- | ------------------ | ------------- | ---- |
| złoto   | Julia Dujmovits    | Austria       |      |
| srebro  | Sabine Schöffmann  | Austria       |      |
| brąz    | Selina Jörg        | Niemcy        |      |
| 4.      | Patrizia Kummer    | Szwajcaria    |      |
| 5.      | Anke Karstens      | Niemcy        |      |
| 6.      | Karolina Sztokfisz | Polska        |      |
| 7.      | Annamari Czundak   | Ukraina       |      |
| 8.      | Wiera Kołegowa     | Rosja         |      |
| 9.      | Nina Micić         | Serbia        |      |
| 10.     | Corinna Boccacini  | Włochy        |      |

#### Halfpipe
| Miejsce | Zawodniczka             | Reprezentacja | Czas         |
| ------- | ----------------------- | ------------- | ------------ |
| złoto   | Li Shuang               | Chiny         | 91,00        |
| srebro  | Sun Zhifeng             | Chiny         | 80,25        |
| brąz    | Xu Xiujuan              | Chiny         | 76,75        |
| 4.      | Misa Honda              | Japonia       | 75,50        |
| 5.      | Carla Somaini           | Szwajcaria    | 66,50        |
| 6.      | Sun Juan                | Szwajcaria    | 43,25        |
| 7.      | Caroline Höckel         | Szwajcaria    | Półfinał     |
| 8.      | Audrey McManiman        | Kanada        | Półfinał     |
| 9.      | Julia Piasecka          | Polska        | Półfinał     |
| 10.     | Anne-Frederique Grenier | Kanada        | Kwalifikacje |

#### Slopestyle
| Miejsce | Zawodniczka      | Reprezentacja     | Czas  |
| ------- | ---------------- | ----------------- | ----- |
| złoto   | Natalie Good     | Nowa Zelandia     | 81,25 |
| srebro  | Carla Somaini    | Szwajcaria        | 78,25 |
| brąz    | Caroline Höckel  | Szwajcaria        | 74,75 |
| 4.      | Audrey McManiman | Kanada            | 51,50 |
| 5.      | Tamara Truchon   | Kanada            | 34,25 |
| 6.      | Jaime Vincent    | Stany Zjednoczone | 29,50 |

### Mężczyźni

#### Snowboardcross
| Miejsce | Zawodniczka     | Reprezentacja    | Czas |
| ------- | --------------- | ---------------- | ---- |
| złoto   | Hanno Douschan  | Austria          |      |
| srebro  | Nikołaj Olunin  | Rosja            |      |
| brąz    | Leo Trespeuch   | Francja          |      |
| 4.      | Anton Kopriwica | Rosja            |      |
| 5.      | Dawid Wal       | Polska           |      |
| 6.      | Thomas Bankes   | Wielka Brytania  |      |
| 7.      | Emil Novák      | Czechy           |      |
| 8.      | Woo Jin-yong    | Korea Południowa |      |
| 9.      | Marcin Bocian   | Polska           |      |
| 10.     | Robin Ligeon    | Francja          |      |

#### Slalom gigant równoległy
| Miejsce | Zawodniczka         | Reprezentacja    | Czas |
| ------- | ------------------- | ---------------- | ---- |
| złoto   | Sebastian Kislinger | Austria          |      |
| srebro  | Aaron March         | Włochy           |      |
| brąz    | Tim Mastnak         | Słowenia         |      |
| 4.      | Kim Sang-kyum       | Korea Południowa |      |
| 5.      | Aleksiej Żiwajew    | Rosja            |      |
| 6.      | Shin Bong-shik      | Korea Południowa |      |
| 7.      | Alexander Payer     | Austria          |      |
| 8.      | Tomasz Kowalczyk    | Polska           |      |
| 9.      | Radosław Jankow     | Bułgaria         |      |
| 10.     | Choi Bo-gun         | Korea Południowa |      |

#### Halfpipe
| Miejsce | Zawodniczka    | Reprezentacja     | Czas  |
| ------- | -------------- | ----------------- | ----- |
| złoto   | Rubén Verges   | Hiszpania         | 88,75 |
| srebro  | Hu Yi          | Chiny             | 84,25 |
| brąz    | Rafael Imhof   | Szwajcaria        | 76,00 |
| 4.      | Woo Jae-won    | Korea Południowa  | 75,25 |
| 5.      | Huang Shiying  | Chiny             | 71,50 |
| 6.      | Philippe Hänni | Szwajcaria        | 70,50 |
| 7.      | Matěj Novák    | Czechy            | 66,50 |
| 8.      | Xu Dechao      | Chiny             | 53,00 |
| 9.      | Billy Wandling | Stany Zjednoczone | 49,00 |
| 10.     | Pawieł Smirnow | Rosja             | 41,75 |

#### Slopestyle
| Miejsce | Zawodniczka    | Reprezentacja     | Czas  |
| ------- | -------------- | ----------------- | ----- |
| złoto   | Philippe Hänni | Szwajcaria        | 86,25 |
| srebro  | Billy Wandling | Stany Zjednoczone | 84,75 |
| brąz    | Rafael Imhof   | Szwajcaria        | 81,25 |
| 4.      | Aidan Melen    | Stany Zjednoczone | 78,75 |
| 5.      | Benedek Kis    | Węgry             | 76,50 |
| 6.      | Nam Seung-yeun | Korea Południowa  | 75,00 |